# Le Grand-Village-Plage
Le Grand-Village-Plage és un municipi francès situat al departament del Charente Marítim i a la regió de la Nova Aquitània. L'any 2007 tenia 981 habitants.

## Demografia

### Població
El 2007 la població de fet de Le Grand-Village-Plage era de 981 persones. Hi havia 428 famílies de les quals 156 eren unipersonals (56 homes vivint sols i 100 dones vivint soles), 152 parelles sense fills, 92 parelles amb fills i 28 famílies monoparentals amb fills.
La població ha evolucionat segons el següent gràfic:
Habitants censats

### Habitatges
El 2007 hi havia 1.150 habitatges, 447 eren l'habitatge principal de la família, 680 eren segones residències i 23 estaven desocupats. 1.060 eren cases i 88 eren apartaments. Dels 447 habitatges principals, 328 estaven ocupats pels seus propietaris, 103 estaven llogats i ocupats pels llogaters i 16 estaven cedits a títol gratuït; 11 tenien una cambra, 37 en tenien dues, 109 en tenien tres, 151 en tenien quatre i 139 en tenien cinc o més. 347 habitatges disposaven pel capbaix d'una plaça de pàrquing. A 232 habitatges hi havia un automòbil i a 167 n'hi havia dos o més.

### Piràmide de població
La piràmide de població per edats i sexe el 2009 era:
| Homes | Edats   | Dones |
| ----- | ------- | ----- |
| 0     | 95 o +  | 2     |
| 3     | 90 a 94 | 10    |
| 20    | 85 a 89 | 15    |
| 15    | 80 a 84 | 11    |
| 34    | 75 a 79 | 31    |
| 25    | 70 a 74 | 22    |
| 44    | 65 a 69 | 34    |
| 37    | 60 a 64 | 46    |
| 35    | 55 a 59 | 29    |
| 39    | 50 a 54 | 40    |
| 27    | 45 a 49 | 31    |
| 18    | 40 a 44 | 25    |
| 35    | 35 a 39 | 17    |
| 25    | 30 a 34 | 30    |
| 30    | 25 a 29 | 34    |
| 12    | 20 a 24 | 8     |
| 21    | 15 a 19 | 9     |
| 14    | 10 a 14 | 21    |
| 27    | 5 a 9   | 20    |
| 7     | 0 a 4   | 19    |

## Economia
El 2007 la població en edat de treballar era de 552 persones, 382 eren actives i 170 eren inactives. De les 382 persones actives 326 estaven ocupades (163 homes i 163 dones) i 56 estaven aturades (22 homes i 34 dones). De les 170 persones inactives 91 estaven jubilades, 32 estaven estudiant i 47 estaven classificades com a «altres inactius».

### Ingressos
El 2009 a Le Grand-Village-Plage hi havia 479 unitats fiscals que integraven 970 persones, la mediana anual d'ingressos fiscals per persona era de 16.999,5 €.

### Activitats econòmiques
Dels 67 establiments que hi havia el 2007, 1 era d'una empresa extractiva, 2 d'empreses alimentàries, 2 d'empreses de fabricació d'altres productes industrials, 10 d'empreses de construcció, 14 d'empreses de comerç i reparació d'automòbils, 2 d'empreses de transport, 10 d'empreses d'hostatgeria i restauració, 1 d'una empresa d'informació i comunicació, 8 d'empreses immobiliàries, 4 d'empreses de serveis, 8 d'entitats de l'administració pública i 5 d'empreses classificades com a «altres activitats de serveis».
Dels 26 establiments de servei als particulars que hi havia el 2009, 1 era una oficina de correu, 1 taller de reparació d'automòbils i de material agrícola, 2 paletes, 2 guixaires pintors, 2 fusteries, 1 electricista, 3 empreses de construcció, 3 perruqueries, 8 restaurants, 2 agències immobiliàries i 1 saló de bellesa.
Dels 6 establiments comercials que hi havia el 2009, 1 era un supermercat, 2 fleques, 1 una llibreria, 1 una botiga d'electrodomèstics i 1 un drogueria.

## Equipaments sanitaris i escolars
L'únic equipament sanitari que hi havia el 2009 era una farmàcia.
El 2009 hi havia una escola elemental.

## Poblacions més properes
El següent diagrama mostra les poblacions més properes.